# Oblastní rada Chevel Javne
Oblastní rada Chevel Javne (hebrejsky מועצה אזורית חבל יבנה, Mo'aca azorit Chevel Javne, doslova „Oblastní rada regionu Javne“) je oblastní rada v Centrálním distriktu v Izraeli.
Rozkládá se v pásu poblíž břehu Středozemního moře v hustě osídlené a zemědělsky intenzivně využívané pobřežní nížině. Prostor oblastní rady je zhruba vymezen městy Javne a Ašdod (ta ovšem pod jurisdikci rady nespadají).

## Dějiny
Novověké židovské osídlení v této oblasti začalo zárodečně vznikat už během britského mandátu. Během války za nezávislost v roce 1948 zdejší region dobyly izraelské síly a zároveň jej zcela opustila arabská populace. Tehdy bylo poblíž vysídlené arabské vesnice založeno židovské město Javne navazující na stejnojmenné starověké sídlo, a okolo něj vznikla i síť židovských vesnic. Oblastní rada Chevel Javne vznikla roku 1950. Členské obce spojuje náboženská orientace jejich obyvatel. Místní ekonomika je zhruba z 30 % stále orientována na zemědělství. 30 % populace obyvatel je zaměstnáno v průmyslu, zbytek ve službách, zejména v četných vzdělávacích institucích.
Úřady Oblastní rady Chevel Javne sídlí ve vesnici Kvucat Javne. Starostou rady je אליעזר ביננפלד - Eli'ezer Binenfeld. Oblastní rada má velké pravomoci zejména v provozování škol, územním plánování a stavebním řízení nebo v ekologických otázkách.

## Seznam sídel
Oblastní rada Chevel Javne sdružuje celkem 8 sídel. Z toho je jeden kibuc, čtyři mošavy a tři další sídla vzdělávacího typu.
| kibuc - Kvucat Javne | mošavy - Bejt Gamli'el - Ben Zakaj - Bnej Darom - Nir Galim | ostatní sídla - Giv'at Washington - Kerem be-Javne - Neve Herzog |

## Demografie
K 31. prosinci 2014 žilo v Oblastní radě Chevel Javne 6400 obyvatel. Z celkové populace bylo 6300 Židů. Včetně statistické kategorie "ostatní" tedy nearabští obyvatelé židovského původu, ale bez formální příslušnosti k židovskému náboženství jich bylo 6300. Obyvatelstvo je tedy téměř zcela židovské.
| Rok            | 1961  | 1972  | 1983  | 1995  | 2006  | 2008  | 2009  | 2010  | 2011  | 2012  | 2013  | 2014  |
| -------------- | ----- | ----- | ----- | ----- | ----- | ----- | ----- | ----- | ----- | ----- | ----- | ----- |
| Počet obyvatel | 2 300 | 3 800 | 3 200 | 3 700 | 4 700 | 5 300 | 5 600 | 5 700 | 5 700 | 6 200 | 6 300 | 6 400 |